# Illusions perdues
Illusions perdues (em português, Ilusões Perdidas), considerado por Balzac como l'oeuvre capitale dans l'oeuvre, ou, em outras palavras, o principal livro constituinte de sua La Comédie Humaine, é um de seus romances mais extensos e mais famosos. Para muitos, como Marcel Proust, este livro é também o melhor de Balzac. Ele foi publicado em três partes entre 1836 e 1843: Les Deux poètes (Os dois poetas), Un grand homme de province à Paris (Um grande homem da província em Paris) e Ève et David (Eva e David, que na versão final aparece como Les souffrances de l'inventeur). Dedicado a Victor Hugo, ele faz parte do vasto conjunto dos Études de mœurs (Estudos de Costumes) e, mais precisamente, das Scènes de la vie de province (Cenas da vida da província).
A experiência de Balzac como impressor o inspirou a escrever este livro, no qual ele narra o fracasso de Lucien de Rubempré  (Luciano na edição brasileira organizada por Paulo Rónai), jovem provinciando de Angoulême, ao buscar conquistar a glória em Paris. O percurso triste e alimentado por imperdoáveis fraquezas do grande homem da província (perífrase recorrente durante o livro), alternativamente herói e anti-herói, é agravado sem cessar pelo contraponto de dois círculos virtuosos: a família de Luciano e o Cénacle (Cenáculo) de homens magnânimos. As ilusões perdidas são as de Luciano face ao mundo literário e ao seu próprio futuro, mas também as de sua família e amigos em relação às capacidades e qualidades humanas de Luciano.
A história de Luciano de Rubempré, "uma das maiores e mais impressionantes da literatura do século XIX", continua no romance Esplendores e Misérias das Cortesãs. Segundo Antoine Adam, "Em parte alguma aparecem melhor, com mais força e pureza, as características do gênio balzaquiano, o dom de compreender o real, de penetrar até as forças secretas que o dominam e de reconstruí-lo depois num universo novo”.

## Enredo
O romance compreende três partes: a ação se desenvolve durante a Restauração Francesa.

### Os dois poetas
É a parte mais curta do romance. Situa-se em Angoulême. David Séchard, filho de um impressor, é ligado por uma amizade profunda a Luciano Chardon, jovem belo e letrado. O pai de David revende sua tipografia ao seu filho sob condições muito desfavoráveis a ele. David, que possui pouco gosto pelos negócios, fica à beira da ruína. Contudo, ele consegue sobreviver graças ao devotamento e ao amor de sua mulher, Ève (Eva), que é a irmã de Luciano. David procura em segredo um processo novo que torne possível a produção de papel de fibras vegetais a custos mais baixos. Luciano enamora-se de uma mulher da nobreza, Madame de Bargeton, que vê nele um grande talento para a poesia: ele vê nela sua Laura e, à imitação de Petrarca, dedica-lhe uma coleção de sonetos. Ela o introduz na alta sociedade da província e apaixona-se por ele. Este amor entre um jovem e uma mulher mais velha casada dá o que falar. Para escaparem ao escândalo, os amantes vão se instalar em Paris, onde ele almeja iniciar carreira literária.

### Um grande homem da província em Paris
É a mais longa das três partes. Luciano, ao chegar a Paris, percebe-se bem miserável diante da elegância parisiense. Pobre e pouco familiarizado com os costumes da capital, ele comporta-se de modo ridículo na Ópera, onde dá seus primeiros passos na nova vida, o que faz com que Madame de Bargeton, aconselhada por sua prima marquesa d'Espard, abandone-o rapidamente para não comprometer-se diante da alta sociedade parisiense. Suas tentativas para publicar seus livros fracassam. Ele encontra então um jovem filósofo liberal, Daniel d'Arthez, que o introduz ao Cenáculo, um círculo de homens jovens de tendências políticas e ocupações diversas que compartilham, em uma amizade perfeita, uma vida ascética ao serviço da arte ou da ciência. Luciano frequenta o Cenáculo durante algum tempo. Todavia, demasiado impaciente para obter sucesso pela via árdua só do trabalho literário, ele cede à tentação do jornalismo, um universo corrompido no qual ele consegue rapidamente fazer sucesso. Luciano passa a assinar seus artigos como Luciano de Rubempré (sobrenome aristocrático de sua mãe antes do casamento). Apaixona-se por uma jovem atriz, Coralie (Corália), e leva uma vida de luxo com ela. Sua ambição leva-o a interessar-se pela política e, de um jornal liberal, ele passa a escrever para um jornal monarquista. Esta falta total de princípios é mal vista no meio jornalístico: seus antigos amigos atacam-no violentamente, seus novos colegas não o suportam. Ele logo se arruína; a isto adiciona-se a morte de Corália. Luciano resolve finalmente voltar a Angoulême para solicitar a ajuda de David a quem ele já havia pedido ajuda financeira em várias ocasiões, inclusive falsificando sua assinatura em notas falsas que levariam seu amigo à completa ruína.

### Os sofrimentos do inventor
David, depois de numerosas experiências, encontra enfim o processo de fabricação de papel que tanto procurara; mas os irmãos Cointet, concorrentes de David, o arruínam com a ajuda de um espião, Cérizet, empregado na tipografia de David, para obter seu segredo. David é preso por não quitar as dívidas feitas por Luciano em Paris. Por causa da catástrofe que causou à família, Luciano decide suicidar-se. Porém, quando iria afogar-se, é impedido por um misterioso padre espanhol, Carlos Herrera, que oferece-lhe dinheiro, glória e vingança, sob a condição de que Luciano o obedecesse cegamente a partir de então. Luciano aceita o pacto. Ele envia a David a soma necessária de dinheiro para quitar suas dívidas e parte para Paris com o padre estranho. David chega a um acordo com os irmãos Cointet para que estes explorem sua invenção. David e Eva retiram-se para viver no campo, de forma bucólica, simples e apaixonada, no pequeno vilarejo de Marsac.

## Temas
O estilo de vida das províncias é justaposto ao das metrópoles; Balzac contrasta o ritmo de Angoulême e Paris, os diferentes padrões (como o de preço) das duas cidades.
Balzac explora a natureza da vida artística de Paris em 1821-1822. Lucien, que ainda não era um autor com obras publicadas no início do romance, falha na publicação de sua obra em Paris e, durante o tempo que passa na capital, nada escreve em consequência disso. Daniel d’Arthez, por outro lado, não busca ativamente a fama literária: ela vem a ele naturalmente devido ao seu sólido mérito literário.
Balzac denuncia o jornalismo, apresentando-o como a mais perversa forma de prostituição intelectual.
Balzac mostra a duplicidade - as duas faces - de todas as coisas, seja em Paris ou Angoulême. Por exemplo, o personagem Lucien de Rubempré possui dois sobrenomes conforme os lugares que frequenta (na alta sociedade envergonha-se do sobrenome Chardon, de seu pai boticário, e passa a usar o sobrenome de sua mãe); embora amigo de David Séchard, o notário Petit-Claud conduz o processo contra seu cliente sem que este desconfie; o teatro e a alta sociedade vivem ambos de aparências; o padre Carlos Herrera não é padre, mas criminoso, etc.

## Filme
Em 2019 foram iniciadas as gravações da adaptação do livro para o cinema, dirigida por Xavier Giannoli que foi lançada em 2021.

## Edições em Português
- 1959: Ilusões Perdidas.tradução de Mário Quintana, Porto Alegre: Globo.
- 2007: Ilusões Perdidas, tradução de Ivone Benedetti. Porto Alegre: L&PM.
- 2007: Ilusões Perdidas, tradução de Leila de Aguiar Costa. São Paulo: Estação Liberdade.
- 2011: Ilusões Perdidas, tradução de Rosa Freire d'Aguiar. São Paulo: Penguin-Companhia das Letras.